# Малпигиецветни
Малпигиецветните (Malpighiales) са разред растения от групата на Розидите.
Таксонът е описан за пръв път от чешкия ботаник Бедржих Вшемир фон Берхтолд през 1820 година.

## Семейства
- Achariaceae – Ахариеви
- Balanopaceae
- Bonnetiaceae – Бонетови
- Calophyllaceae – Калофилови
- Caryocaraceae – Кариокарови
- Centroplacaceae
- Chrysobalanaceae
- Clusiaceae – Звъникови
- Ctenolophonaceae
- Dichapetalaceae – Дихапеталови
- Elatinaceae – Надводникови
- Erythroxylaceae – Еритроксилови
- Euphorbiaceae – Млечкови
- Euphroniaceae – Еуфрониеви
- Goupiaceae
- Humiriaceae
- Hypericaceae
- Irvingiaceae
- Ixonanthaceae
- Lacistemataceae
- Linaceae – Ленови
- Lophopyxidaceae
- Malpighiaceae – Малпигиеви
- Ochnaceae
- Pandaceae – Пандови
- Passifloraceae – Страстоцветни
- Peraceae
- Phyllanthaceae – Филантови
- Picrodendraceae
- Podostemaceae – Подостемови
- Putranjivaceae
- Rafflesiaceae – Рафлезиеви
- Rhizophoraceae – Ризофорови
- Salicaceae – Върбови
- Trigoniaceae – Тригониеви
- Violaceae – Теменугови